# Pristupanje Turske Europskoj uniji
Pristupanje Turske Europskoj uniji (tada Europskoj zajednici) proces je koji je službeno započeo 14. travnja 1987. godine. Nakon 10 zemalja osnivača EU-a Turska je bila jedan od prvih država koje su postale članice Vijeća Europe 1949. godine. Također je bila jedna od osnivačica Organizacije za europsku sigurnost i suradnju 1973. te Organizacije za ekonomsku suradnju i razvoj 1961. godine.
Turska je jednako tako i pridružena članica Zapadnoeuropske unije od 1992. Zemlja je potpisala s EU-om 1995. godine tzv. Carinski ugovor (engleski:European Union–Turkey Customs Union).
Službeno joj je priznat status kandidata za članstvo u Europskoj uniji 12. prosinca 1999. godine na summitu Vijeća Europe u Helsinkiju. Pregovori su službeno započeli 3. listopada 2005. godine zajedno s Hrvatskim pristupnim pregovorima.